# Far West (album)
Pour les articles homonymes, voir Far West.
Albums de Henri Dès
L'Évasion de Toni
(1994) On peut (pas) tout dire
(1997)
Far West est le dixième album pour enfants d'Henri Dès sorti en 1995.
L'album est primé aux Victoires de la musique en 1997, dans la catégorie « Album pour enfants ».
Il est disque d'or. Les douze titres de l'album sont dédoublés en une version instrumentale. 
L'album, dont la pochette est dessinée par Étienne Delessert, est accompagné d'un livret contenant les paroles et les partitions des chansons.

## Liste des titres
1. Far West
2. La nature
3. Polyglotte
4. Grincheux
5. Le kangourou
6. Envie de rien
7. Salut les filles, salut les gars
8. Papa va pas vouloir
9. La machine
10. Ca me casse les pieds
11. La tartine
12. Sous le gros duvet

## Musiciens
- Henri Dès – Chant, guitare
- Martin Chabloz – Claviers
- Pierrick Destraz – Batterie
- Tony Russo – Accordéon
- Walter Veronesi – Guitare électrique, guimbarde
- Jean-Yves Petiot – Basse, contrebasse
- Jacky Lagger – Mandoline
- Antoine Auberson – Saxophone
- John Intrator – Violon
- Yves Mercerat – Banjo
- Eliane Dupuis – Accordéon diatonique
- Chœur d'enfants "La Cantourelle" de La Tour-de-Peilz sous la direction de Claire-Lise Meister Marmier

## Production
- Henri Dès – Réalisation
- Martin Chabloz – Arrangements
- Philippe Mercier – Enregistrement, mixage
- Pierre Terrasson – Photo
- Pierrick Destraz – Copiste
- Étienne Delessert – Illustration, conception graphique
- Alcyon musique – Mastering
- Litho Apothéloz – Photo-litho